# Saint-Andéol-de-Berg
Saint-Andéol-de-Berg település Franciaországban, Ardèche megyében. Lakosainak száma 130 fő (2022. január 1.). Saint-Andéol-de-Berg Alba-la-Romaine, Saint-Maurice-d’Ibie, Valvignères és Villeneuve-de-Berg községekkel határos.

## Népesség
A település népessége az elmúlt években az alábbi módon változott:
| Lakosok száma | 87   | 85   | 99   | 122  | 127  | 125  | 123  | 123  | 121  | 130  |
|               | 1968 | 1982 | 1990 | 2006 | 2013 | 2015 | 2017 | 2019 | 2020 | 2022 |